# Фрам (Парагвай)
Фрам[уточнить] (исп. Fram, также известен как Колония Фрам) — город и муниципалитет в западной части департамента Итапуа на юге Парагвая. Известен как один из центров славянских диаспор страны — украинской, русской и польской.

## География
Расстояние от Фрама до центра департамента — города Энкарнасьон — составляет 44 километра по автодорогам, до столичного Асунсьона — 349.

## История
Поселение было основано 20 марта 1927 года Петером Кристоферсеном — аргентинским дипломатом и предпринимателем норвежского происхождения. Оно получило название Фрам (норв. Fram — «Вперёд»)  в честь одноимённого исследовательского судна, участвовавшего в нескольких норвежских экспедициях в Арктике и Антарктике. Колония Фрам получила статус самостоятельного муниципалитета 28 августа 1956 года указом № 379 Конгресса Парагвая.
Значительную часть первых колонистов во Фраме составили эмигранты из Восточной Европы — украинцы, русские и поляки. Их потомки всё ещё составляют большую часть населения города и округа. В городе действует украинская православная церковь, на местном радио четыре раза в неделю выходит культурно-образовательная программа украинского общества «Родной хрусталь».

## Население
По данным переписи населения 2002 года, население округа составляло 6923 человека. С тех пор переписей в Парагвае не проводилось, поэтому точных данных о численности населения муниципалитета в наше время нет, однако в официальном издании 2015 года, содержащем данные о проекции роста населения регионов страны, предполагаемое население Фрама в 2019 году указано как 10401 человек.